# Piotr Paweł Sapieha
Piotr Paweł Sapieha, född 28 januari 1701 i Dresden, död 23 januari 1771 i Žilina, var en polsk-litauisk adelsman. Han var son till Jan Kazimierz Sapieha.
Sapieha var förlovad med Aleksandr Mensjikovs dotter, men blev Katarina I:s älskare och bortgiftes med hennes brorsdotter, furstinnan Sofia Skavronskaja. Efter tsarinnans död kände han sig osäker, sålde sina ryska egendomar för två miljoner rubel och flyttade tillbaka till Litauen.